# Буджано
Буджано (італ. Buggiano) — муніципалітет в Італії, у регіоні Тоскана, провінція Пістоя.
Буджано розташоване на відстані близько 270 км на північний захід від Рима, 45 км на захід від Флоренції, 16 км на південний захід від Пістої.
Населення — 8819 осіб (2014).
Щорічний фестиваль відбувається 18 серпня. Покровитель — Santissimo Crocifisso.

## Демографія
Населення за роками:

Станом на 1 січня 2023 року в муніципалітеті офіційно проживало 745 іноземців з 60 країн, серед них 226 громадян країн Євросоюзу та 8 громадян України.

## Уродженці
- Беніто Лоренці (*1925 — †2007) — відомий у минулому італійський футболіст, нападник.

## Сусідні муніципалітети
- К'єзіна-Уццанезе
- Масса-е-Коцциле
- Монтекатіні-Терме
- Пеша
- Понте-Буджанезе
- Уццано